# Никола Каровић
Никола Каровић (Никшић, 12. децембар 1936) је југословенски, црногорски и српски певач забавне музике познат по мексиканским песмама које су шездесетих година 20. века биле веома популарне у Југославији. 
Певао је: наполитанске, грчке, мексиканске песме, руске романсе и народне песме (црногорске).
Певао је самостално али је био и члан ансамбла ЈНА. Неколико песама снимио је у дуету са Славком Перовићем.
Учествовао је у разним културно-уметничким програмима пред Председником Титом на разним пријемима и пред многим председницима који су били Титови гости. Наступао је пред 61 државника тако да је као „елитни забављач“ уписан у Гинисову књигу рекорда.
Његове песме продаване у милионским тиражима („Мала гркиња“) тако да је добио и признање „Златна плоча“ за продатих 100.000 примерака. У СССР је његов ЛП снимљен у Лењинграду продат у 1.600.000 примерака. Поводом Дана државности Републике Србије, 2014. године одликован је Златном медаљом за заслуге.

## Познате песме
- Сагапо
- Зашто пијем
- Певај голубице
- Ђевојко лијепа
- Лепа Марија
- Мала гркиња
- Дивни Мексико
- Мама Хуанита (Тема из филма "Један дан живота")
- Један дан живота
- Малагенија
- Милица једна у мајке

## Фестивали
- 1964. Фестивал ЈНА - Када војник своју пушку љуби
- 1970. IX Фестивал војничких песама - Песма везиста
- 1971. Црна Гора - Напуни чаше ђевојко лијепа, прва награда фестивала
- 1972. Београдски сабор - Бацих ја, баци ти
- 1973. XI Фестивал војничких песама - Цивилно одело
- 1975. Хит парада - Ђедовске гусле
- 1975. Илиџа - Поскочи ђевојко, друга награда стручног жирија
- 1976. Илиџа - Црна Горо поносита, треће место
- 1977. Фестивал ЈНА - Песма речне флоте
- 1989. Млава пева јулу, Велико Лаоле - На Цетињу, крај орлова крша